# Minuartia decumbens
Minuartia decumbens är en nejlikväxtart som beskrevs av T.W. Nelson och J.P. Nelson. Minuartia decumbens ingår i släktet nörlar, och familjen nejlikväxter. Inga underarter finns listade i Catalogue of Life.